# Épargnes

Épargnes es un comuna francesa, situada en el département de Charente Marítimo y en la Región de Nueva Aquitania, en el sudoeste de Francia.

## Demografía
| 1 460                     | 1 409 | 1 270 | 1 347 | 1 528 | 1 491 | 1 516 | 1 443 | 1 493 | 1 466 | 1 464 | 1 370 | 1 367 | 1 372 | 1 281 | 1 255 | 1 166 | 1 153 | 1 160 | 1 046 | 934 | 940 | 936 | 898 | 845 | 773 | 686 | 677 | 683 | 681 | 676 | 734 | 781 | 802 |
| (Fuente: INSEE y Cassini) |       |       |       |       |       |       |       |       |       |       |       |       |       |       |       |       |       |       |       |     |     |     |     |     |     |     |     |     |     |     |     |     |     |

## Administración
Lista de alcaldes conocidos de Épargnes.
| 2001- actualidad |  |
| ---------------- |  |
| Gérard Martin    |  |

## Economía
Destaca por ser albergar al sede social de la editorial de software destinado a pequeñas y medianas bibliotecas: Microbib.

## Eventos

### La Foire auPineau
El territorio situado en los alrededores de Épargnes es conocido por producir el archiconocido aperitivo regional, el Pineau des Charentes. La feria agrícola, que se celebra para la Asunción, reúne a productores locales alrededor de diferentes actividades deportivas, gastronómicas y festivas.

## Monumentos y lugares de interés
- La iglesia de Saint-Vincent d'Épargnes existe desde la época merovingia, tal y como reflejaron las excavaciones practicadas en 1952. Sus pilares, cuyas bases datan del siglo XII, sostienen una bóveda de cañón. Del antiguo campanario romano, destruido como consecuencia de las guerras de religión, han sobrevivido las cuatro enormes bases, que son visibles desde la nave interior.

En la parte sur, la iglesia protege una capilla, debajo de la cual se halla una cripta-osario. Para acceder a la capilla, es necesario colocar una pequeña escalera, ya que la bóveda de la cripta está situada a nivel de tierra. La cripta está rodeada de una acera que conduce a un pasaje bajo la iglesia. Este pasaje desemboca probablemente en una cripta de culto.

En el muro situado al sur, en el vértice de un contrafuerte, se halla una escultura de mediados del siglo XX que representa una cabeza de un galo
- Una tumba situada en la route de la tombe bernard, lleva la siguiente inscripción: « Ici le 4 mai 1830 fut enterré Bernard Sailonaok né à Bade 1780 trouvé noyé dans un puits du village des Cramail » (Aquí, el 4 de mayo de 1830 fue enterrado Bernard Sailonaok, nacido en Baden 1780 encontrado ahogado en un pozo de la villa de los Cramail.
- En el otro lado de la tumba, se puede leer: « Mais le 16 mai 1831 cette tombe fut élevée à l'heureux étranger mort loin de son pays » (El 16 de mayo de 1831 fue ascendido el héroe extranjero muerto lejos de su país)
- En la salida este de la villa, se halla un calvario, que está protegido por una valla octogonal. Bajo la cruz, se encuentran las estatuas de los cuatro evangelistas.